# Maximiliano Pereiro
Maximiliano Pereiro, vollständiger Name Maximiliano Pereiro Zugarramurdi, (* 17. August 1990 in Montevideo) ist ein uruguayischer Fußballspieler.

## Karriere
Der 1,78 Meter große Defensivakteur Pereiro stand mindestens seit der Apertura 2010 im Kader des Erstligisten Rampla Juniors. Dort bestritt er in den Spielzeiten 2010/11 und 2011/12 insgesamt 23 Spiele in der Primera División. Ein Tor erzielte er nicht (2010/11: 11 Spiele (0 Tore); 2011/12: 12 (0)). 2012 wechselte er zum seinerzeitigen Zweitligisten Sud América, mit dem er am Ende der Spielzeit 2012/13 aus der Segunda División in die höchste uruguayische Spielklasse aufstieg. In der nachfolgenden Erstligasaison stand er in 26 Ligapartien auf dem Platz. In der Saison 2014/15 kam er zu 22 Einsätzen in der Primera División. Während der Spielzeit 2015/16 stehen 22 Erstligaeinsätze für ihn zu Buche. Ein Erstligator für Sud América gelang ihm seither nicht. Anfang Juli 2016 wurde er an Guillermo Brown ausgeliehen. Bei den Argentiniern steht sein Pflichtspieldebüt bislang (Stand: 28. September 2016) noch aus.